# Подозеров, Иван Иванович
Ива́н Ива́нович Подозёров (24 февраля 1835, Костромская губерния — 29 марта [10 апреля] 1899, Санкт-Петербург) — русский скульптор, представитель петербургского академизма пореформенной эпохи, ассоциируемый со школой Николая Пименова, педагог. Академик (с 1868) и профессор (с 1881) Императорской Академии художеств.

## Биография
Родился в Галиче Костромской губернии, в купеческой семье. Учился в Императорской Академии художеств (1856—1866) под руководством профессора Н. С. Пименова. За время обучения получил семь наград Академии художеств: четыре серебряные медали (1857 и 1858 две малые медали, из них одна за «Терм — древний языческий бог, охранявший границы полей», в 1860 малую и большую за лепку), малую золотую медаль (1862) за исполнение статуй «Косец» и «Муций Сцевола», а также две денежные премии.
В 1866 году признан классным художником 1-й степени. Был удостоен звания академика (1868) за бюст Н. С. Пименова. Совершил поездку за границу (1868—1870) с художественной целью. Поступил на службу в Академию адъюнкт-профессором скульптуры (1871) заведующим формовской мастерской. Был возведен в звание профессора Академии художеств (1881) за статую «Ева». При введении в Академии нового устава и штатов в 1892 году уволен в отставку.
Кроме упомянутой статуи «Ева», из работ Подозёрова известны бронзовый бюст и статуя императора Александра II, бюст Н. С. Пименова для его надгробного памятника и несколько фигур сподвижников Екатерины II в её монументе, воздвигнутом в Санкт-Петербурге по проекту М. О. Микешина. В 1878 году в Темир-Хан-Шуре был установлен памятник князю М. З. Аргутинскому-Долгорукому работы скульптора И. И. Подозерова (снесён большевиками в 1921 году).
Памятник адмиралу М. П. Лазареву в Севастополе, начатый Н. С. Пименовым, в связи со смертью автора дорабатывал его ученик И. И. Подозёров.
Скончался 29 марта 1899 года, похоронен на Смоленском православном кладбище на Николаевской дорожке, недалеко от Гертовской дорожки. Могила не сохранилась.